# 高安右人

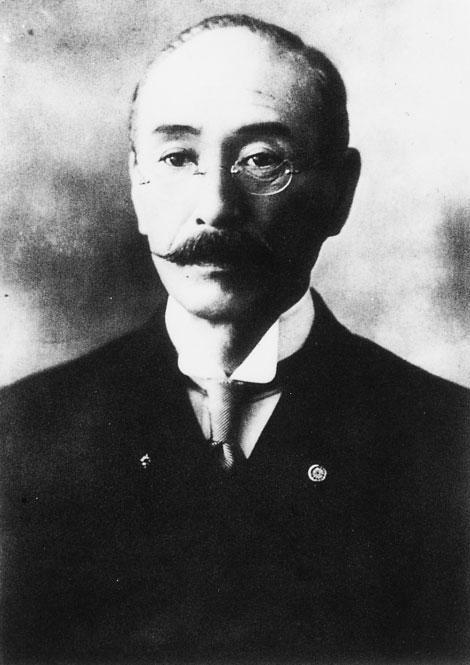
高安右人

高安 右人（たかやす みきと、万延元年7月19日（1860年9月4日） - 昭和13年（1938年）11月20日）は、日本の医学者で高安動脈炎（高安病）の発見者。

## 年譜
- 1860年（万延元年） 肥前国小城郡西多久村（現・佐賀県多久市）に、武岡家の四男として生まれる。
- 1887年（明治20年） 帝国大学医学部を卒業。
- 1888年（明治21年） 第四高等中学校に開設された医学部の教授に就任。（改組を通じて1924年まで在任）
- 1901年（明治34年） 金沢医学専門学校の設立（四高医学部から分離独立）に伴い、同校長に就任。
- 1908年（明治41年） 日本眼科学会にて、後に高安病と命名されるに至る病の発見を示した論文を発表[1]。
- 1923年（大正12年） 金沢医科大学の設立（金沢医学専門学校から昇格）に伴い、初代学長に就任。
- 1938年（昭和13年） 直腸癌のため死去。

## 栄典
- 1910年（明治43年）6月24日 - 勲三等瑞宝章[2]
- 1918年（大正7年）6月29日 - 勲二等瑞宝章[3]